# Teaca
Teaca (deutsch Tekendorf, siebenbürgisch-sächsisch Teengdråf, ungarisch Teke) ist eine Gemeinde im Kreis Bistrița-Năsăud in Rumänien. Sie besteht aus sechs Dörfern: Teaca (dem Gemeindezentrum) Archiud, Budurleni, Ocnița, Pinticu und Viile Tecii.
Der Ort Teaca ist auch unter der deutschen Bezeichnung Teckendorf und der siebenbürgisch-sächsischen Bezeichnung Tekenderf bekannt.

## Bevölkerung
In der Gemeinde leben mehrheitlich Rumänen. Bei der Volkszählung von 2011 hatte der Ort 5329 Einwohner, davon waren 2626 Männer und 2703 Frauen. 68,5 % der Einwohner gehören der Ethnie der Rumänen an, 23,9 % gehören den Roma an und 7 % sind Ungarn.

## Sehenswürdigkeiten
- Im Gemeindezentrum die evangelische Kirche Anfang des 14. Jahrhunderts errichtet und zuletzt 1909 umgebaut, und auch der Friedhof, stehen unter Denkmalschutz.[5]
- Im eingemeindeten Dorf Budurleni (Wüstendorf) die Holzkirche Nașterea Maicii Domnului,[6] 1705 bis 1768 und 1925 erneuert. Die Kirche steht unter Denkmalschutz.[5]
- Im eingemeindeten Dorf Viile Tecii (Grosseidau) steht das von 1912 bis 1913 errichtete ehemalige evangelische Pfarramt unter Denkmalschutz.[5]
- Im eingemeindeten Dorf Pinticu (Pintak) stehen die Ruinen einer mittelalterlichen Burg unter Denkmalschutz.[5]

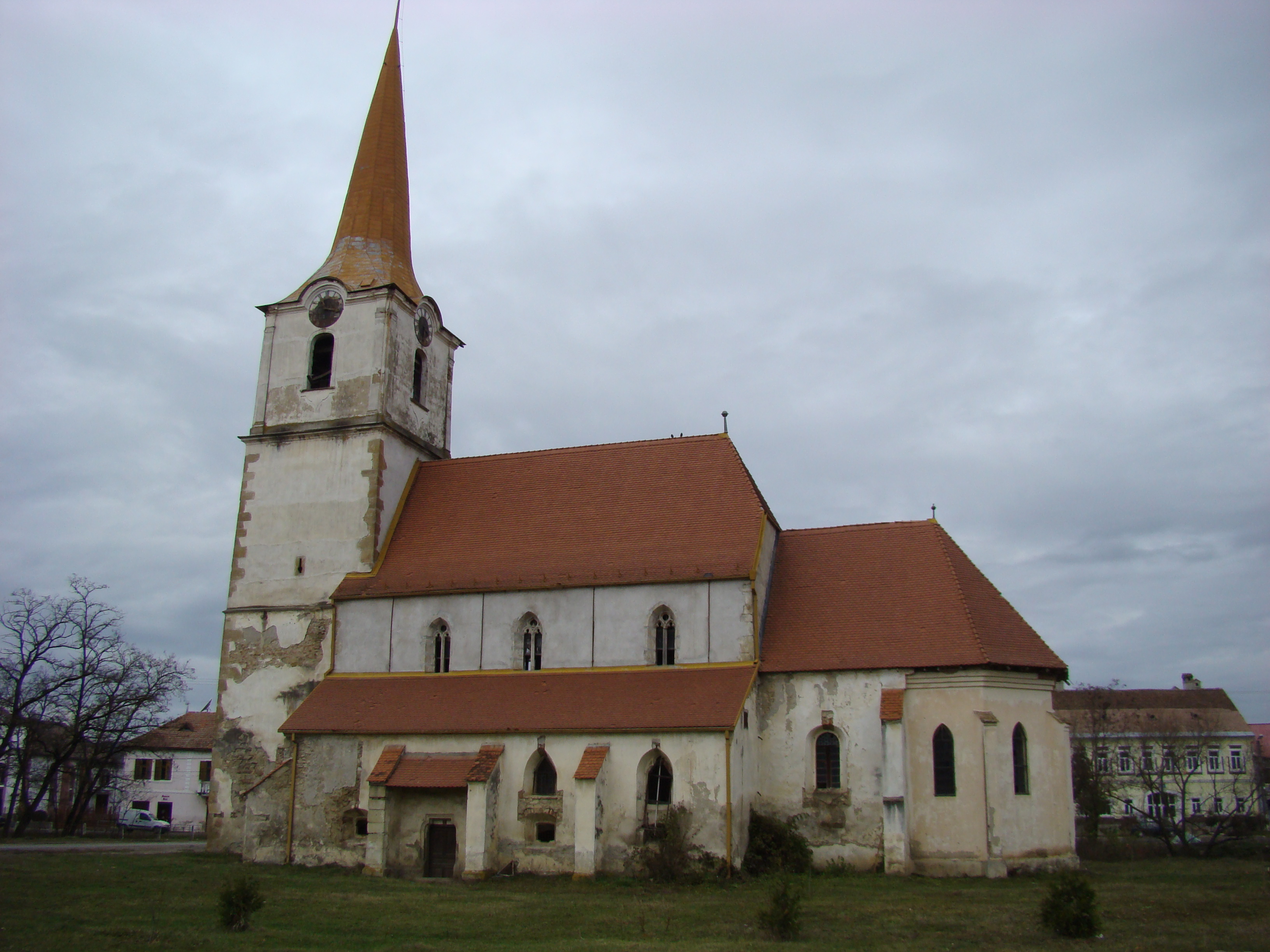
Kirche in Teaca
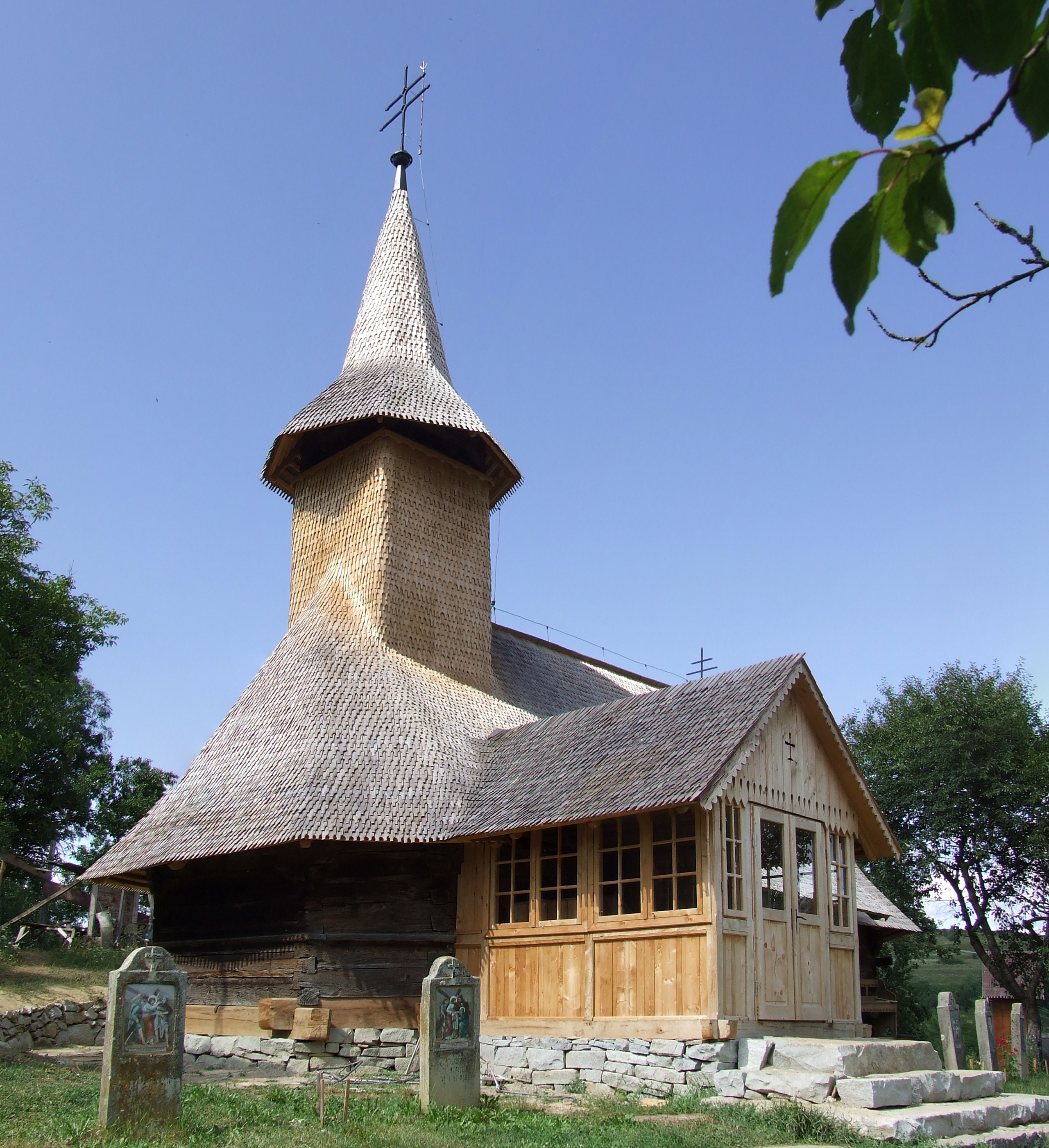
Holzkirche in Budurleni